# Ăn thi

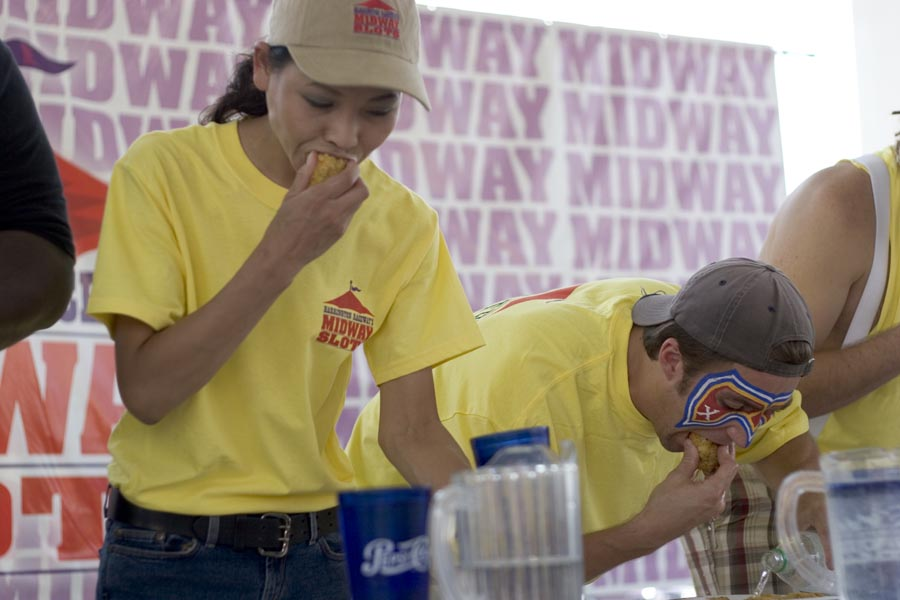
Sonya Thomas và Tim Janus tại Cuộc thi ăn bánh cua Midway năm 2005

Ăn thi, hay ăn uống cạnh tranh, là một hoạt động trong đó những người tham gia cạnh tranh với nhau để ăn một lượng lớn thực phẩm, thường là trong một khoảng thời gian ngắn. Các cuộc thi thường kéo dài tám đến mười phút, mặc dù một số cuộc thi có thể kéo dài đến ba mươi phút, với người tiêu thụ nhiều thực phẩm nhất được tuyên bố là người chiến thắng. Ăn thi phổ biến nhất ở Hoa Kỳ, Canada và Nhật Bản, nơi các cuộc thi ăn uống chuyên nghiệp có tổ chức thường cung cấp giải thưởng, bao gồm tiền mặt.

## Lịch sử

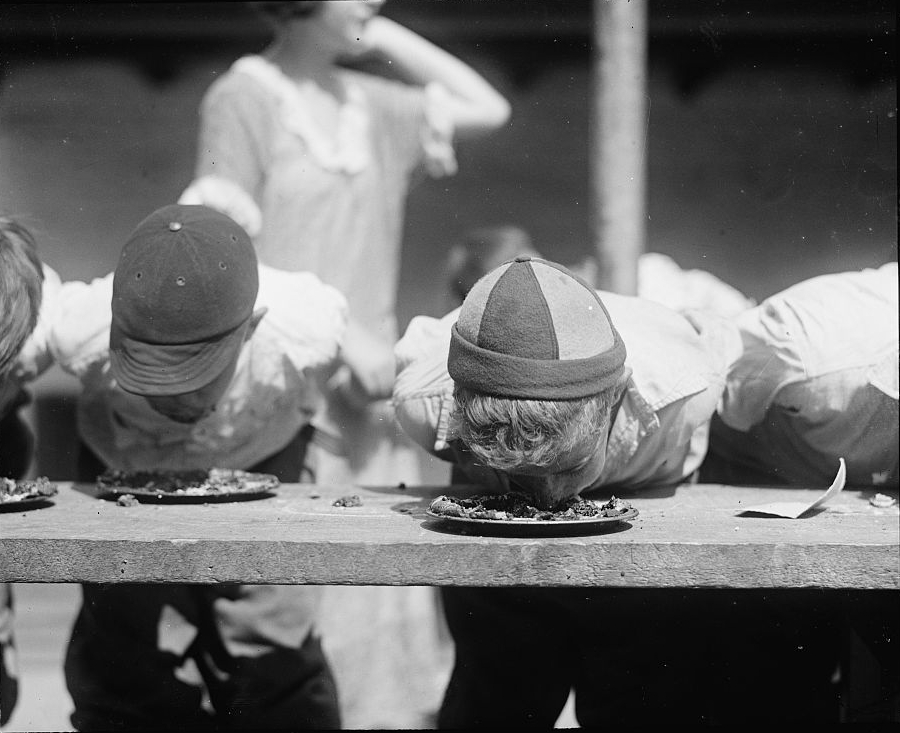
Cuộc thi ăn bánh tại Trường học Jefferson ở Washington, DC, ngày 2 tháng 8 năm 1923

Theo truyền thống, các cuộc thi ăn uống, thường liên quan đến bánh nướng, là các sự kiện tại hội chợ quận. Sự gia tăng gần đây về mức độ phổ biến của ăn thi là nhờ một phần lớn vào sự phát triển của Cuộc thi ăn hot dog của Nathan, một kỳ nghỉ truyền thống hàng năm được tổ chức vào ngày 4 tháng 7 hàng năm kể từ năm 1916 tại đảo Coney. Năm 2001, Takeru Kobayashi đã ăn 50 cái hot dog - phá vỡ kỷ lục trước đó (25,5). Sự kiện này tạo ra sự chú ý lớn của truyền thông và đã được phát sóng trên kênh ESPN trong tám năm qua, góp phần vào sự phát triển của hiện tượng ăn uống cạnh tranh. Kobayashi đã giành chiến thắng trong cuộc thi hàng năm từ năm 2001 đến năm 2006, nhưng đã bị truất ngôi năm 2007 bởi Joey Chestnut. Năm 2008, Chestnut và Kobayashi thi ở 59 con chó nóng trong 10 phút (khoảng thời gian trước đó là 12 phút) và Chestnut đã thắng trong một lần ăn mà anh là người đầu tiên trong hai đối thủ ăn xong năm cái hot dog, kiếm được anh ấy một danh hiệu thứ hai liên tiếp. Kobayashi giữ sáu kỷ lục Guinness thế giới, vì đã ăn hotdog, thịt viên, Twinkies, hamburger và pizza. Anh đã tham gia các cuộc thi hot dog vào năm 2011 và 2012 và tuyên bố đã ăn 68 và 69. Nhà vô địch hiện tại là Chestnut, với tổng số 74 con chó nóng và bánh được ăn vào ngày 4 tháng 7 năm 2018.

## Tổ chức

### All Pro Eating
Tất cả những người ăn thi chuyên nghiệp bao gồm Molly Schuyler, Eric "Silo" Dahl, Jamie "Gấu" McDonald và Stephanie "Xanadu" Torres (đã chết).

### IFOCE
Liên đoàn ăn thi quốc tế (IFOCE) tổ chức gần 50 sự kiện "Major League Eating"  trên khắp Bắc Mỹ mỗi năm.

### Những thử thách khác
Các cuộc thi ăn uống khác được tài trợ bởi các nhà hàng có thể liên quan đến thử thách ăn các món ăn lớn hoặc cực kỳ cay, bao gồm bít tết, hamburger và cà ri khổng lồ trong một khoảng thời gian nhất định. Những người hoàn thành vật phẩm thường được thưởng bằng cách nhận vật phẩm miễn phí, áo phông và thêm tên và/hoặc hình ảnh của họ trên một bức tường của những người chiến thắng thử thách. Ví dụ, Ward's House of Prime nằm ở Milwaukee, Wisconsin, có một thử thách thịt sườn hảo hạng. Kỷ lục hiện tại là 360 ounce của Molly Schuyler vào tháng 6/2017. Nhiều thử thách khác nhau thuộc loại này được giới thiệu trong chương trình Travel Channel người đàn ông với Thức ăn.
The Great American Eat Off - một chương trình đưa hai người ăn trung bình vào nhau để xem ai có thể ăn nhanh nhất, đồng thời nâng cao nhận thức từ thiện và sau đó mang đến một người ăn thi chuyên nghiệp để đánh bại thời gian chiến thắng, tăng số tiền đặt cược cho những người ăn cạnh tranh kết hợp những thách thức và chướng ngại vật khác nhau sẽ cản trở tốc độ của chúng. Chướng ngại vật có thể bao gồm ăn bằng hai thìa, ăn không có tay hoặc Ăn xen kẽ khi người ăn thi được phép ăn trong một thời gian giới hạn và sau đó phải nghỉ trong một thời gian cụ thể (ví dụ: ăn 20 giây, nghỉ 40 giây, ăn 20 giây, nghỉ 40 giây, v.v.) cho đến khi họ hoàn thành thức ăn được chỉ định. Ăn xen kẽ được tạo ra bởi Gail Kasper.

## Người ăn thi đáng chú ý
- Joey Chestnut
- Matt Stonie
- Takeru Kobayashi
- Adam Moran (râu gặp thức ăn)

## Cơ cấu cuộc thi

### Món ăn
Loại thực phẩm được sử dụng trong các cuộc thi rất khác nhau, với mỗi cuộc thi thường chỉ sử dụng một loại thực phẩm (ví dụ: cuộc thi ăn xúc xích). Thực phẩm được sử dụng trong các cuộc thi ăn uống chuyên nghiệp bao gồm bánh mì kẹp thịt, xúc xích, bánh nướng, bánh nướng chảo, cánh gà, măng tây, pizza, sườn, gà tây, trong số nhiều loại thực phẩm khác. Ngoài ra còn có một cuộc thi ăn xúc xích thuần chay được tổ chức tại Austin, Texas.

### Quy tắc và tổng quan về các sự kiện
Các cuộc thi ăn uống cạnh tranh thường tuân thủ giới hạn thời gian 8, 10, 12 hoặc 15 phút. Hầu hết các cuộc thi được chủ trì bởi một người chủ trì, công việc của họ là thông báo cho các đối thủ trước cuộc thi và khiến khán giả tham gia suốt cuộc thi với những bình luận chơi đùa nhiệt tình và những giai thoại thú vị. Việc đếm ngược từ 10 thường diễn ra vào cuối cuộc thi, với tất cả việc ăn uống sắp kết thúc khi hết thời gian.
Nhiều cuộc thi chuyên nghiệp cũng sử dụng một loạt các giám khảo, có vai trò là thực thi các quy tắc của cuộc thi và cảnh báo những người ăn về những vi phạm. Các giám khảo cũng sẽ được yêu cầu đếm hoặc cân nhắc thực phẩm của từng đối thủ và xác nhận kết quả của cuộc thi trước khi người chiến thắng được công bố.
Nhiều người ăn sẽ cố gắng đưa càng nhiều thức ăn vào miệng càng tốt trong những giây cuối cùng của một cuộc thi, một thực tế được các chuyên gia gọi là "chipmunking". Nếu cho phép ăn chipmunking trong một cuộc thi, những người ăn được cho một khoảng thời gian hợp lý (thường là dưới hai phút) để nuốt thức ăn hoặc có nguy cơ bị trừ từ tổng số cuối cùng của họ.
Trong nhiều cuộc thi, người ăn được phép nhúng thức ăn vào nước hoặc các chất lỏng khác để làm mềm thức ăn và giúp dễ nhai và nuốt hơn. Việc nhúng thường diễn ra với các thực phẩm liên quan đến một cái bánh hoặc các phần bột khác. Các cuộc thi chuyên nghiệp thường thực thi một giới hạn về số lần các đối thủ cạnh tranh được phép nhúng thức ăn.
Các thí sinh được yêu cầu duy trì bề mặt ăn uống tương đối sạch sẽ trong suốt cuộc thi. Các mảnh vụn dư thừa sau cuộc thi dẫn đến việc khấu trừ từ tổng số cuối cùng của người ăn.
Nếu, tại bất kỳ thời điểm nào trong hoặc ngay sau cuộc thi, một đối thủ cạnh tranh nôn ra bất kỳ thực phẩm nào, anh ta hoặc cô ta sẽ bị loại. Nôn mửa, còn được gọi là "đảo ngược", hay, như Cuộc thi ăn hot dog của ESPN và Nathan gọi đó là "sự đảo ngược của vận may", bao gồm các dấu hiệu nôn mửa rõ ràng cũng như bất kỳ lượng thức ăn nhỏ nào có thể rơi ra từ miệng được các thẩm phán coi là xuất phát từ dạ dày. Một lượng nhỏ thức ăn đã có trong miệng trước khi nuốt được loại trừ khỏi quy tắc này.

## Đào tạo và chuẩn bị
Nhiều người ăn cạnh tranh chuyên nghiệp trải qua đào tạo cá nhân nghiêm ngặt để tăng khả năng dạ dày và tốc độ ăn với các loại thực phẩm khác nhau. Độ đàn hồi của dạ dày thường được coi là chìa khóa để ăn thành công và các đối thủ cạnh tranh thường tập luyện bằng cách uống một lượng nước lớn trong một thời gian ngắn để kéo dài dạ dày. Những người khác kết hợp việc tiêu thụ nước với một lượng lớn thực phẩm có hàm lượng calo thấp như rau hoặc salad. Một số người ăn nhai một lượng lớn kẹo cao su để xây dựng sức mạnh hàm. Có lẽ nghịch lý, duy trì tỷ lệ mỡ cơ thể thấp được cho là hữu ích trong việc ăn uống cạnh tranh; đây được gọi là vành đai của lý thuyết chất béo.
Đối với một sự kiện marquee như Cuộc thi ăn hot dog của Nathan, một số người ăn, như nhà vô địch cuộc thi hiện tại Joey Chestnut, sẽ bắt đầu tập luyện vài tháng trước khi sự kiện diễn ra với các thử nghiệm thời gian cá nhân bằng cách sử dụng thực phẩm của cuộc thi. Người ăn cạnh tranh đã nghỉ hưu Ed "bánh Quy" Jarvis được đào tạo bằng cách tiêu thụ toàn bộ đầu bắp cải luộc, sau đó uống tới hai gallon nước mỗi ngày trong hai tuần trước một cuộc thi. Do các rủi ro liên quan đến đào tạo một mình hoặc không có giám sát y tế khẩn cấp, IFOCE chủ động không khuyến khích đào tạo dưới bất kỳ hình thức nào.

## Cuộc thi truyền hình
- Cuộc thi ăn hot dog hàng năm của Nathan, được tổ chức vào mỗi thứ tư của tháng bảy kể từ những năm 1970,[13] được truyền hình trực tiếp trên kênh ESPN từ đảo Coney ở quận Brooklyn của thành phố New York.
- Cuộc thi ăn bánh hamburger Krystal Square Off hàng năm đã được truyền hình trực tiếp trên kênh ESPN và, năm 2008, trên mạng Root Sports South.
- Năm 2002, Fox Network đã phát sóng một cuộc thi ăn uống cạnh tranh kéo dài hai giờ được gọi là Glutton Bowl.
- Spike TV (nay là Paramount Network) đã phát sóng một số cuộc thi ăn uống cạnh tranh được IFOCE phê chuẩn như là một phần của loạt phim "MLE Chowdown".

## Phê bình và nguy hiểm

### Phê bình
Một chỉ trích về ăn uống cạnh tranh là thông điệp mà môn thể thao háu ăn gửi đến khi mức độ béo phì gia tăng ở người Mỹ, và ví dụ mà nó đặt ra cho giới trẻ.  Nam diễn viên Ryan Reynold trong một bài xã luận trên tờ Huffington Post, cho rằng ăn thi là một ví dụ khác về sự háu ăn của phương Tây vào thời điểm mà rất nhiều người khác trên khắp thế giới đang đói. Trong cùng một bài viết, người ăn thi đã nghỉ hưu Don "Moses" Lerman đã đề cập đến một số nguy hiểm của việc ăn cạnh tranh khi ông nói rằng ông sẽ "căng bụng cho đến khi nó gây chảy máu bên trong ".

### Nguy hiểm
Ảnh hưởng tiêu cực đến sức khỏe của việc ăn uống cạnh tranh bao gồm làm trống dạ dày, viêm phổi do hít, thủng dạ dày, hội chứng Boerhaave và béo phì.
Các chuyên gia y tế khác cho rằng ăn nhiều có thể gây thủng dạ dày ở những người bị loét và uống một lượng lớn nước trong khi tập luyện có thể dẫn đến nhiễm độc nước, một tình trạng làm loãng chất điện giải trong máu. Ảnh hưởng lâu dài của việc làm rỗng dạ dày chậm bao gồm khó tiêu mãn tính, buồn nôn và nôn.
Khó chịu sau một sự kiện là phổ biến với buồn nôn, ợ nóng, đau quặn bụng và tiêu chảy. Mọi người cũng có thể sử dụng thuốc nhuận tràng hoặc ép mình nôn sau sự kiện này với các rủi ro liên quan.

### Cái chết
Hầu hết các trường hợp tử vong đã xảy ra do nghẹt thở.
- Vào tháng 10 năm 2012, một người đàn ông 32 tuổi đã chết trong khi cạnh tranh ăn gián và giun sống. Khám nghiệm tử thi cho thấy anh bị nghẹn đến chết.[20]
- Vào tháng 7 năm 2013, Bruce Holland, một người đàn ông 64 tuổi, đã chết trong một cuộc thi ăn bánh.[21][22][23]
- Vào ngày 4 tháng 7 năm 2014, một người ăn cạnh tranh 47 tuổi đã nghẹn ngào đến chết trong một cuộc thi ăn hot dog.[24]
- Tại một sự kiện của Đại học Holy Heart vào ngày 2 tháng 4 năm 2017, một nữ sinh viên 20 tuổi đã chết do một cuộc thi ăn bánh nướng chảo.[25] Cô chết vì nghẹn.[26]
- Năm 2017, một phụ nữ đã chết vì thi đấu uống nước do nhiễm độc nước.[19]
- Vào ngày 13 tháng 8 năm 2019, một người đàn ông 41 tuổi đã bị nghẹn đến chết sau khi tham gia một cuộc thi ăn taco nghiệp dư tại một trận bóng chày Fresno Grizzlies.[27][28]
- Ngày 26 tháng 1 năm 2020, một phụ nữ chết trong vịnh Hervey, Queensland trong một cuộc thi ăn Lamington vào Ngày Quốc Khánh Úc.[29][30][31][32]

## Liên kết ngoại
- http://www.eatfeats.com eatfeats.com
- http: // www. Lưu trữ ngày 14 tháng 7 năm 2010 tại Wayback Machine Cạnh tranhEaters.com / Lưu trữ ngày 14 tháng 7 năm 2010 tại Wayback Machine Cạnh tranhEaters.com
- http: // www. TheNCCEA.com/ Hiệp hội ăn uống cạnh tranh trường đại học quốc gia